# جواز سفر بالاو
جواز سفر بالاو هو وثيقة السفر الدولية التي يتم إصدارها لمواطني بالاو وتصدر من قبل مكتب الجوازات في ميونس، بالاو. يكلف الحصول على جواز سفر بالاو العادي 50 دولار أمريكي.

## التاريخ
بدأت إجراءات إصدار جوازات السفر في بالاو في 8 ديسمبر عام 1994، بينما صدرت جوازات السفر الرسمية والدبلوماسية لأول مره في 9 ديسمبر عام 1994.
انتهت صلاحية جميع جوازات سفر بالاو غير المقروءة آليًا في 31 ديسمبر 2006 وفقًا للقانون RPPL7-3، واعتبارًا من 1 يناير 2007 فصاعدًا تعد جوازات سفر بالاو المقروءة آليًا فقط وثائق سفر صالحة، حتى إذا لم يكن جواز السفر غير المقروء آليًا قد وصلت إلى تاريخ انتهاء صلاحيته.

## متطلبات التأشيرة

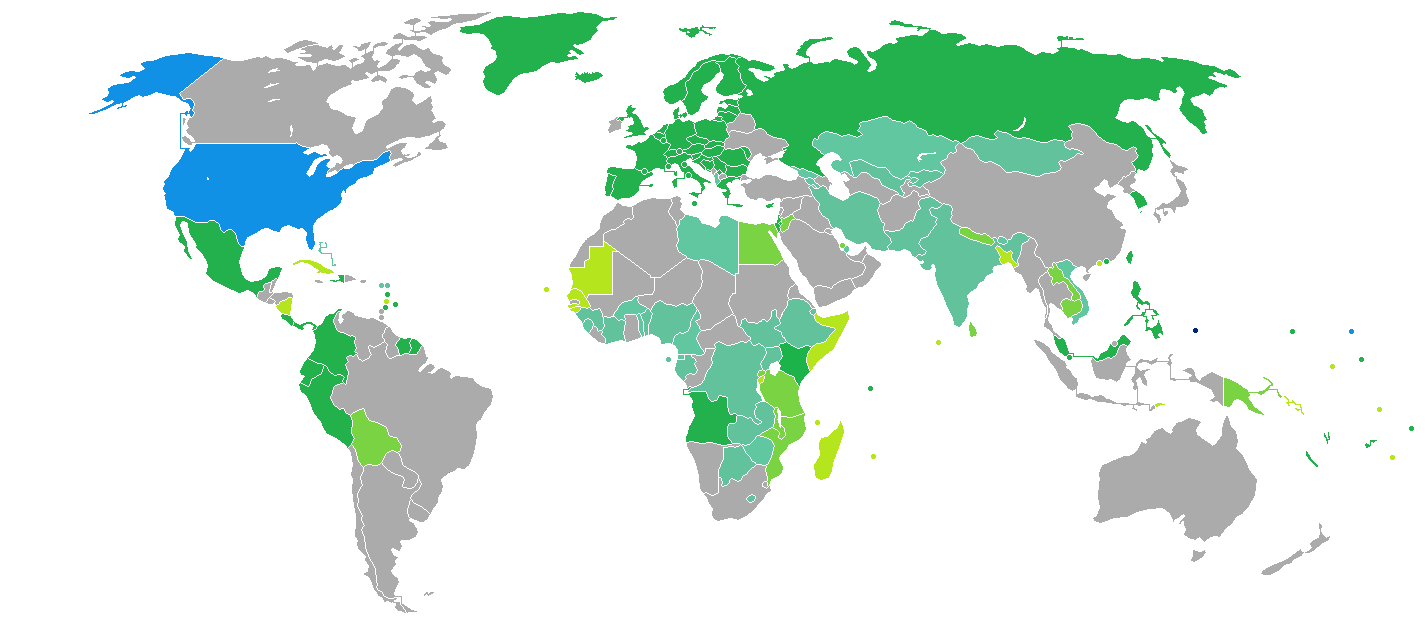
البلدان والأقاليم التي لا تفرض تأشيرة أو تطلب تأشيرة دخول عند الوصول للجهة، لحاملي جواز لسفر بالاو.

اعتبارًا من 2 يوليو 2019 كان لدى مواطني بالاو الدخول إلى 118 دولة وإقليم بدون تأشيرة أو تأشيرة دخول عند الوصول، مما أدى إلى تصنيف جواز سفر بالاو في المرتبة 50 من حيث حرية السفر وفقًا مؤشر هينلي لجوازات السفر.
وقعت بالاو اتفاقية دخول متبادلة مع دول منطقة شنغن في 7 ديسمبر 2015.